# NGC 6426
NGC 6426 (również GCL 76) – gromada kulista znajdująca się w gwiazdozbiorze Wężownika. Została odkryta 3 czerwca 1786 roku przez Williama Herschela. Jest położona w odległości ok. 67,2 tys. lat świetlnych od Słońca oraz 47,0 tys. lat świetlnych od centrum Galaktyki.